# Saleu Bas
Saleu Bas (en llatí Saleius Bassus) va ser un poeta èpic romà, contemporani d'Estaci, que va viure al segle i.
Quintilià descriu el seu geni dient: "vehemens et poeticum fait nee ipsum senectute maturum". Les últimes paraules són obscures, però probablement signifiquen que va morir jove, abans que les seves habilitats maduressin amb els anys. Juvenal l'anomena "tenuis Saleius" (potser "el clar Saleu"), i el fa membre d'una de les bandes de literats formada per gent pobre i sofrent, que el satíric deplora afligit. Però després la seva situació es va veure alleugerida gràcies a la liberalitat de Vespasià.
Probablement cap de les seves obres s'ha conservat, encara que existeix un panegíric en 261 hexàmetres heroics, sobre un cert Calpurni Pisó, de tema i d'autor incerts, atribuït a Virgili, a Ovidi, a Estaci, i molt sovint a Lucà. Sembla però que l'obra es pot atribuir a Saleu Bas, ja que l'obra podria fer referència a Gai Calpurni Pisó, el líder de la conspiració contra Neró, i per les al·lusions que fa l'escriptor dins del poema al seu origen humil i a la seva pobresa de mitjans.